# Simon Fabian
Simon Fabian (* 2003 in Berlin, Deutschland) ist ein deutscher Schauspieler.

## Leben
Simon Fabian sammelte erste Filmerfahrungen im Kinofilm Die Mitte der Welt, dort spielte er die Rolle Der Brocken. Daraufhin folgte die Rolle Kevin in der Webserie Für umme. 2021 spielte Fabian die Rolle David Ortler in der Fernsehserie WaPo Berlin (Folge: Die Tote aus dem Müggelsee). In der 2022 veröffentlichten Streaming-Serie Almost Fly übernahm Fabian die Rolle Nik Grosmann, welche unter der Regie von Florian Gaag stand.

## Filmografie
- 2015: Die Mitte der Welt (Kinofilm)[1]
- 2017: Für umme (Webserie)
- 2021: WaPo Berlin (Fernsehserie)
- 2022: Almost Fly (Streaming-Serie)
- 2025: Cassandra (Fernsehserie)